# Anna Lima
Ana Célia Lima (Carangola, 28 de agosto de 1973), mais conhecida como Anna Lima e anteriormente Aninha Lima, é uma atriz brasileira. Foi casada com o rapper Gabriel, o Pensador, também sendo sua backing vocal.

## Carreira

### Televisão
| Ano  | Título              | Personagem               | Notas                                               |
| ---- | ------------------- | ------------------------ | --------------------------------------------------- |
| 2007 | Carga Pesada        | Eva                      | Episódio: "Dupla Ação"                              |
| 2007 | Por Toda Minha Vida | Amália                   | Episódio: "Leandro"                                 |
| 2007 | Desejo Proibido     | Eulália Palhares Patápio |                                                     |
| 2008 | Casos e Acasos      | Raquel                   | Episódio: "O Beijo"                                 |
| 2008 | Beleza Pura         | Regina Paranhos          |                                                     |
| 2009 | Caminho das Índias  | Cecília Martins (Ciça)   |                                                     |
| 2010 | Força-Tarefa        | Solange                  | Episódio: "O Buraco"                                |
| 2010 | Araguaia            | Lenita                   |                                                     |
| 2012 | Louco por Elas      | Sandra                   | Episódio: "Ex-namoradas de Léo"                     |
| 2012 | Malhação            | Verônica Dias            | Episódio: "18 de novembro"                          |
| 2013 | Joia Rara           | Zilda                    |                                                     |
| 2016 | Sol Nascente        | Paula                    |                                                     |
| 2018 | Jesus               | Joana de Chuza           |                                                     |
| 2023 | Reis                | Bate-Seba                | Temporadas: A Consequência, A Sucessão, A Sabedoria |

### Cinema
| Ano  | Título                   | Personagem   | Notas          |
| ---- | ------------------------ | ------------ | -------------- |
| 1991 | Manobra Radical          | Liloca       |                |
| 2008 | Bar A.K.A.               | Mulher Séria | Curta-metragem |
| 2011 | Cilada.com               | Ex-namorada  |                |
| 2023 | Uma Fada Veio Me Visitar | Mãe de Lara  |                |